# Florian Schneider
Florian Schneider (Düsseldorf, 7 de abril de 1947 – Düsseldorf, 21 de abril de 2020) foi um músico alemão e fundador do grupo musical Kraftwerk, pioneiro da música eletrônica.

## Biografia
Florian Schneider-Esleben nasceu em Öhningen, perto do Lago Constança na zona de ocupação francesa na Alemanha pós-guerra, no que é hoje o estado de Baden-Württemberg, se mudando com a família para Düsseldorf quando tinha 3 anos de idade. Fundou o Kraftwerk juntamente com Ralf Hütter em 1970, quando também se iniciaram os trabalhos da banda no estúdio particular Kling Klang, em Dusseldorf. Apesar de trabalhar com música eletrônica seus primeiros instrumentos foram a flauta e o violino.
Viveu em Meerbusch perto de Düsseldorf e tem uma filha chamada Lisa. Foi filho do arquiteto Paul Schneider-Esleben.
Em 5 de janeiro de 2009, Schneider anunciou oficialmente sua saída do Kraftwerk.
Morreu no dia 21 de abril de 2020, aos 73 anos, em decorrência de um câncer.